# Angels with Dirty Faces (album Tricky’ego)
Angels with Dirty Faces – czwarty album Tricky’ego, wydany w 1998 roku.
W utworze „Broken Homes” gościnnie zaśpiewała PJ Harvey. W „Carriage for Two” na gitarze zagrał muzyk Anthrax, Scott Ian.

## Spis utworów
Wszystkie kompozycje autorstwa Adriana Thawsa (Tricky’ego), o ile nie zaznaczono inaczej:
1. „Money Greedy” – 5:29
2. „Mellow” (Scroggins, Tricky) – 3:33
3. „Singin' the Blues” (McCreary) – 3:27
4. „Broken Homes” – 3:33
5. „6 Minutes” – 4:46
6. „Analyze Me” – 4:00
7. „The Moment I Feared” (Sadler, Shocklee, Walters) – 4:03
8. „Talk to Me (Angels with Dirty Faces)” – 4:28
9. „Carriage for Two” (Herzog, Holiday, Tricky) – 4:44
10. „Demise” – 3:48
11. „Tear out My Eyes” – 4:25
12. „Record Companies” – 4:22
13. „Peyote Sings” (utwór dodatkowy)
14. „Taxi” (utwór dodatkowy)